# هالسوورث
latitudeهالسوورثlongitudeهالسوورث
هالسوورث (به انگلیسی: Halesworth) یک شهرک در شهرستان تشریفاتی سافک است که در انگلستان واقع شده‌است.

## خصوصیات
هالسوورث ۴٬۶۳۷ نفر جمعیت دارد.